# Lanius excubitoroides
El alcaudón dorsigrís (Lanius excubitoroides) es una especie de ave paseriforme de la familia Laniidae propia de África Oriental y el Sahel.

## Subespecies
- Lanius excubitoroides bohmi
- Lanius excubitoroides excubitoroides
- Lanius excubitoroides intercedens